# Croix russe
Ne doit pas être confondu avec croix orthodoxe.

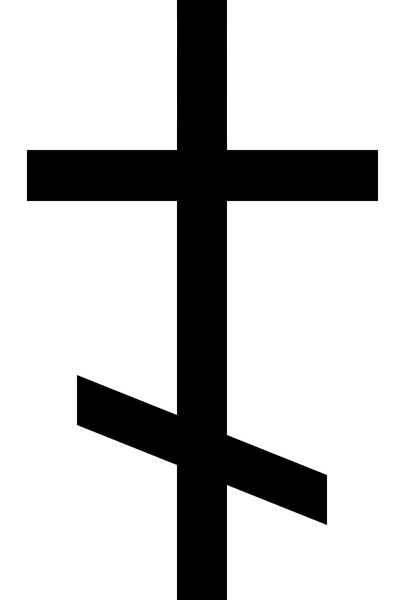
La croix russe

La croix russe est une croix chrétienne à 6 pointes avec une barre transversale inférieure inclinée.

## Description

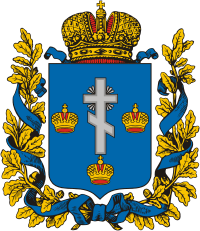
Sur le blason du gouvernement de Kherson de l'Empire russe (XIX).

Au concile de Moscou, en 1654, le patriarche de Moscou Nikon obtint une résolution pour remplacer la croix orthodoxe (à 8 pointes) par la croix orthodoxe russe, qui, en combinaison avec d'autres décisions, a provoqué un raskol (schisme) dans l'Église orthodoxe russe. Au XIXe siècle, la croix orthodoxe russe était utilisée sur le blason du gouvernement de Kherson de l'Empire russe, désignée comme la «croix russe». Dans l'Église orthodoxe russe, l'inclinaison de la barre transversale inférieure de la croix orthodoxe russe est considérée comme la barre transversale de la balance, une extrémité de ce qui est soulevée en rapport avec la repentance d'un voleur, crucifié à côté de Jésus-Christ. Un autre voleur crucifié, qui a blasphémé Jésus-Christ, est indiqué par une extrémité de la barre inférieure, inclinée vers le bas.